# Anthurium huanucense
Anthurium huanucense är en kallaväxtart som beskrevs av Adolf Engler. Anthurium huanucense ingår i släktet Anthurium och familjen kallaväxter. Inga underarter finns listade.